# Frederikshavn Stadion
57°26′28.30″N 010°31′13.54″Ø / 57.4411944°N 10.5204278°ØFrederikshavn Stadion eller Empire Stadium, er et fodboldstadion beliggende i Frederikshavn, og som primært benyttes til afvikling af fodboldkampe. 
Stadionet har 1.000 overdækkede siddepladser og en samlet stadionkapacitet på 15.000 tilskuere. Banestørrelsen på stadion er 68 x 105 meter og anvender et lysanlæg på 300 lux.
Stadion er hjemmebane for Frederikshavn fI. Tilskuerrekorden på 13.998 stammer fra en kamp i den daværende bedste række (1. division) den 18. april 1960, da Frederikshavn fI spillede mod Vejle Boldklub.
Frederikshavn Stadion er ligeledes rammen om åbningsceremoni og finaler til ungdomsfodboldturneringen Cup No.1 med ca. 200 deltagende fra omkring 20 forskellige nationer.
I efteråret 2014 spillede Fortuna Hjørring en kamp i UEFA Women's Champions League på Frederikshavn Stadion, grundet ombygning af Hjørring Stadion.